# Équipe du Maroc de football à la Coupe d'Afrique des nations 2004
L'Équipe du Maroc de football participa à la Coupe d'Afrique des nations de football 2004, ce qui constitua sa onzième participation en Coupe d'Afrique des Nations. Pour cette édition, le Maroc atteint la finale de la compétition mais perd contre la Tunisie. Au total, l'équipe du Maroc aura inscrit quatorze buts (meilleure attaque de la compétition) et encaissé quatre buts.

## Résumé
Le Maroc se présente à la CAN 2004, en tant que l’un des seize nations représentées.

## Qualifications

### Groupe 7
| Sélection          | Pts | MJ | V | N | D | Bp | Bc | Diff |
| ------------------ | --- | -- | - | - | - | -- | -- | ---- |
| Maroc              | 16  | 6  | 5 | 1 | 0 | 10 | 0  | 10   |
| Sierra Leone       | 10  | 6  | 3 | 1 | 2 | 7  | 4  | 3    |
| Gabon              | 6   | 6  | 2 | 0 | 4 | 7  | 7  | 0    |
| Guinée équatoriale | 3   | 6  | 1 | 0 | 5 | 3  | 16 | -3   |

| 7 septembre 2002 | Gabon | 0 – 1 | Maroc      | Stade Omar-Bongo, Libreville |
|                  |       |       | Chippo 19e |                              |

| 13 octobre 2002 | Maroc                                                         | 5 – 0 | Guinée équatoriale | Complexe Moulay-Abdallah, Rabat |
|                 | Ramzi 8e · Bidoudane 24e · Safri 27e · Rokki 45e · Kacemi 70e |       |                    |                                 |

| 29 mars 2003 | Sierra Leone | 0 – 0 | Maroc | Freetown |  |
|              |              |       |       |          |  |

| 8 juin 2003 | Maroc      | 1 – 0 | Sierra Leone | Stade Mohammed-V, Casablanca |
|             | Chippo 26e |       |              |                              |

| 20 juin 2003 | Maroc                       | 2 – 0 | Gabon | Complexe Moulay-Abdallah, Rabat |
|              | El Yaâgoubi 22e · Zaïri 75e |       |       |                                 |

| 06 juillet 2003 | Guinée équatoriale | 0 – 1 | Maroc      | Malabo |
|                 |                    |       | Kharja 61e |        |

Le Maroc qualifié pour la CAN 2004.

### Buteurs lors des qualifications
2 buts
- Youssef Chippo

1 but
- Jaouad Zaïri
- Mohamed El Yaâgoubi
- Houssine Kharja
- Adil Ramzi
- Mustapha Bidoudane
- Youssef Safri
- Rachid Rokki
- Noureddine Kacemi

## Phase finale

### Effectif
| Num.          | Pos. | Nom                           | Équipe                | Équipe | Date de naissance (âge) | J. | Buts |   |   |   |
| ------------- | ---- | ----------------------------- | --------------------- | ------ | ----------------------- | -- | ---- | - | - | - |
| 1             | GB   | Khalid Fouhami                | Académica de Coimbra  |        | 25.12.1972 (31 ans)     | 6  | 0    | 1 | 0 | 0 |
| 12            | GB   | Tarik El Jarmouni             | FAR de Rabat          |        | 30.12.1977 (26 ans)     | 0  | 0    | 0 | 0 | 0 |
| 22            | GB   | Nadir Lamyaghri               | Wydad de Casablanca   |        | 13.02.1976 (27 ans)     | 0  | 0    | 0 | 0 | 0 |
| 2             | D    | Walid Regragui                | AC Ajaccio            |        | 23.09.1975 (28 ans)     | 6  | 0    | 2 | 0 | 0 |
| 3             | D    | Akram Roumani                 | KRC Genk              |        | 01.04.1978 (25 ans)     | 2  | 0    | 1 | 0 | 0 |
| 4             | D    | Abdeslam Ouaddou              | Stade rennais FC      |        | 01.11.1978 (25 ans)     | 6  | 1    | 1 | 0 | 0 |
| 5             | D    | Talal El Karkouri             | Paris Saint-Germain   |        | 08.07.1976 (27 ans)     | 5  | 1    | 1 | 0 | 0 |
| 6             | D    | Noureddine Naybet (Capitaine) | Deportivo la Corogne  |        | 10.02.1970 (33 ans)     | 6  | 0    | 2 | 0 | 0 |
| 8             | M    | Abdelkrim Kissi               | Rubin Kazan           |        | 05.05.1980 (23 ans)     | 6  | 0    | 0 | 0 | 0 |
| 10            | M    | Mourad Hdiouad                | Litex Lovech          |        | 10.09.1976 (27 ans)     | 2  | 0    | 0 | 0 | 0 |
| 13            | M    | Houssine Kharja               | Ternana               |        | 09.11.1982 (21 ans)     | 4  | 0    | 1 | 0 | 0 |
| 15            | M    | Youssef Safri                 | Coventry City         |        | 13.01.1977 (27 ans)     | 6  | 1    | 1 | 0 | 0 |
| 18            | M    | Hassan Alla                   | MC Oujda              |        | 24.11.1980 (23 ans)     | 1  | 0    | 0 | 0 | 0 |
| 19            | M    | Jamal Alioui                  | Pérouse Calcio        |        | 02.06.1982 (21 ans)     | 2  | 0    | 0 | 0 | 0 |
| 21            | M    | Tariq Chihab                  | FC Zurich             |        | 22.11.1975 (28 ans)     | 1  | 0    | 0 | 0 | 0 |
| 7             | A    | Jaouad Zaïri                  | FC Sochaux            |        | 14.04.1982 (21 ans)     | 4  | 1    | 0 | 0 | 0 |
| 9             | A    | Nabil Baha                    | Naval de Maio         |        | 12.10.1982 (21 ans)     | 2  | 1    | 0 | 0 | 0 |
| 11            | A    | Mohamed El Yaâgoubi           | CA Osasuna            |        | 12.09.1977 (26 ans)     | 6  | 0    | 1 | 0 | 0 |
| 14            | A    | Mustapha Bidoudane            | Raja de Casablanca    |        | 18.06.1976 (27 ans)     | 0  | 0    | 0 | 0 | 0 |
| 16            | A    | Youssef Mokhtari              | Wacker Burghausen     |        | 05.03.1979 (24 ans)     | 6  | 4    | 0 | 0 | 0 |
| 17            | A    | Marouane Chamakh              | Girondins de Bordeaux |        | 10.01.1984 (20 ans)     | 5  | 2    | 0 | 0 | 0 |
| 20            | A    | Youssouf Hadji                | SC Bastia             |        | 25.02.1980 (23 ans)     | 6  | 3    | 1 | 0 | 0 |
| Sélectionneur |      |                               |                       |        |                         |    |      |   |   |   |
|               |      | Badou Zaki                    |                       |        | 02.04.1959 (44 ans)     |    | -    |   |   |   |

### Premier tour
Groupe D
| Rang | Équipe         | Pts | J | G | N | P | Bp | Bc | Diff |
| ---- | -------------- | --- | - | - | - | - | -- | -- | ---- |
| 1    | Maroc          | 7   | 3 | 2 | 1 | 0 | 6  | 1  | +5   |
| 2    | Nigeria        | 6   | 3 | 2 | 0 | 1 | 6  | 2  | +4   |
| 3    | Afrique du Sud | 4   | 3 | 1 | 1 | 1 | 3  | 5  | -2   |
| 4    | Bénin          | 0   | 3 | 0 | 0 | 3 | 1  | 8  | -7   |

| Match | Date       | Lieu     | Équipe 1       | Résultat | Équipe 2       |
| ----- | ---------- | -------- | -------------- | -------- | -------------- |
| 7     | 27 janvier | Monastir | Nigeria        | 0 - 1    | Maroc          |
| 8     | 27 janvier | Sfax     | Afrique du Sud | 2 - 0    | Bénin          |
| 15    | 31 janvier | Monastir | Nigeria        | 4 - 0    | Afrique du Sud |
| 16    | 31 janvier | Sfax     | Maroc          | 4 - 0    | Bénin          |
| 23    | 4 février  | Monastir | Maroc          | 1 - 1    | Afrique du Sud |
| 24    | 4 février  | Sfax     | Nigeria        | 2 - 1    | Bénin          |

### Quarts de finale
| 8 février 2004 17h00 | Maroc Vainqueur du groupe D                | 3 - 1 (a.p.) | Algérie Second du groupe C | Stade Taïeb-Mehiri, Sfax                              |                                                       |
|                      | Chamakh 90+4e · Y. Hadji 113e · Zaïri 120e | (0 - 0)      | 84e Cherrad                | Spectateurs : 22 000 Arbitrage : Abdul Hakim Shelmani | Spectateurs : 22 000 Arbitrage : Abdul Hakim Shelmani |

### Demi finale
| 11 février 2004 19h00 | Maroc Vainqueur du quatrième quart           | 4 - 0   | Mali Vainqueur du deuxième quart | Stade olympique, Sousse                          |                                                  |
|                       | Mokhtari 14e 58e · Y. Hadji 80e · Baha 90+1e | (1 - 0) |                                  | Spectateurs : 15 000 Arbitrage : Abubakar Sharaf | Spectateurs : 15 000 Arbitrage : Abubakar Sharaf |

### Finale
| Titulaires : |  |
| |  |
| 1 Ali Boumnijel · 6 Hatem Trabelsi · 15 Radhi Jaïdi · 3 Karim Haggui · 20 José Clayton · 14 Adel Chedli · 18 Selim Benachour 57e · 13 Riadh Bouazizi · 8 Mehdi Nafti 46e · 5 Ziad Jaziri 60e 71e · 11 Francileudo Santos · |  |
| Remplaçants : |  |
| 12 Jawhar Mnari 46e · 10 Kaïs Ghodhbane 57e · 7 Imed Mhadhbi 71e · |  |
| Entraîneur : |  |
| Roger Lemerre |  |

| Titulaires : |  |
| |  |
| 1 Khalid Fouhami · 5 Talal El Karkouri · 4 Abdeslam Ouaddou · 3 Akram Roumani 22e 74e · 2 Walid Regragui 89e · 20 Youssouf Hadji 87e · 15 Youssef Safri 63e · 8 Abdelkrim Kissi · 6 Noureddine Naybet 77e · 17 Marouane Chamakh · 16 Youssef Mokhtari · |  |
| Remplaçants : |  |
| Mohamed El Yaâgoubi 63e · Jaouad Zaïri 74e · 9 Nabil Baha 87e · |  |
| Entraîneur : |  |
| Badou Zaki |  |

| Titulaires : |  |
| |  |
| 1 Ali Boumnijel · 6 Hatem Trabelsi · 15 Radhi Jaïdi · 3 Karim Haggui · 20 José Clayton · 14 Adel Chedli · 18 Selim Benachour 57e · 13 Riadh Bouazizi · 8 Mehdi Nafti 46e · 5 Ziad Jaziri 60e 71e · 11 Francileudo Santos · |  |
| Remplaçants : |  |
| 12 Jawhar Mnari 46e · 10 Kaïs Ghodhbane 57e · 7 Imed Mhadhbi 71e · |  |
| Entraîneur : |  |
| Roger Lemerre |  |

| Titulaires : |  |
| |  |
| 1 Khalid Fouhami · 5 Talal El Karkouri · 4 Abdeslam Ouaddou · 3 Akram Roumani 22e 74e · 2 Walid Regragui 89e · 20 Youssouf Hadji 87e · 15 Youssef Safri 63e · 8 Abdelkrim Kissi · 6 Noureddine Naybet 77e · 17 Marouane Chamakh · 16 Youssef Mokhtari · |  |
| Remplaçants : |  |
| Mohamed El Yaâgoubi 63e · Jaouad Zaïri 74e · 9 Nabil Baha 87e · |  |
| Entraîneur : |  |
| Badou Zaki |  |

### Buteurs
4 buts
- Youssef Mokhtari (meilleur buteur du tournoi)

3 buts
- Youssouf Hadji

2 buts
- Marouane Chamakh

1 but
- Jaouad Zaïri
- Nabil Baha
- Youssef Safri
- Abdeslam Ouaddou
- Talal El Karkouri